# 龚翔宇
龚翔宇（1997年4月21日—），江苏连云港人，中國女子排球运动员，司職接应二传位置，現任中國國家女子排球隊隊長，是中国女排历史上最年轻的奥运冠军。目前效力於江苏中天鋼鐵女排。
2019年11月9日入选2020年福布斯30岁以下精英。在2019-20，2020-21，2021-22賽季中國女子排球超級聯賽连续三個賽季獲選最佳接应。

## 運動生涯
2009年，年仅12岁的龚翔宇入选江苏省体校。2013年3月，入选国少女排，司职替补二传，龚翔宇原本打二传位置，由于弹跳出色，被调整到接应位置。2014年入选国家青年女排，司职主力接应。在2015-16賽季的中國女排聯賽，首年代表江蘇女排上陣，表現出色。
2016年1月19日，首次入选中国女排新一届国家队26人大名单 ，於同年瑞士賽冒起後，成為中國女排新星。同年，以19歲之齡，力壓老將曾春蕾入選里約奧運大軍，最终與隊伍获得冠军。
由於分組賽表現未如理想，八強對巴西未有獲派上陣，準決賽對荷蘭在第三局落後情況下臨危受命，表現出色協助中國女排反勝晉級決賽。中國女排奪得金牌後，龔翔宇表示：「遇到困難，頂着頭我也得上，我覺得就是要有那種不服輸的勁兒，不管怎麼樣我也得頂住。」。
2021年，龔翔宇入選2020年東京奧運會中國體育代表團排球項目運動員名單。
2024年6月29日，中國排協正式公布2024年巴黎奧運會中國女排代表隊的12+1名單，龚翔宇順利入選，是她第三次參加奧運會。
2025年4月，中國排協公布由龚翔宇擔任新一屆中國女排的隊長。

## 獎項

### 個人榮譽
- 2015-16賽季中國女子排球聯賽: 最佳新人
- 2016瑞士女排精英赛（英语：2016 Montreux Volley Masters）：最佳接應二傳
- 2017瑞士女排精英赛（英语：2017 Montreux Volley Masters）：最佳接應二傳
- 2019-2020賽季中國女子排球超級聯賽:最佳接应
- 2020-2021賽季中國女子排球超級聯賽:最佳接应
- 2021-2022賽季中國女子排球超級聯賽:最佳接应
- 2023-2024賽季中國女子排球超級聯賽:最佳接应
- 2024-2025賽季中國女子排球超級聯賽:最佳接应

### 俱樂部
- 2015-2016赛季中国女子排球联赛： - 銀牌（江蘇中天鋼鐵排球俱樂部）
- 2016-2017赛季中国女子排球联赛： - 金牌（江蘇中天鋼鐵排球俱樂部）
- 2017第十三届全运会： - 金牌（江蘇中天鋼鐵排球俱樂部）
- 2017-2018赛季中国女子排球超級联赛： - 铜牌（江蘇中天鋼鐵排球俱樂部）
- 2019-2020赛季中国女子排球超級联赛： 第五名（江蘇中天鋼鐵排球俱樂部）
- 2020-2021赛季中国女子排球超級联赛： - 银牌（江蘇中天鋼鐵排球俱樂部）
- 2021第十四届全运会： - 银牌（江蘇中天鋼鐵排球俱樂部）
- 2021-2022赛季中国女子排球超級联赛： - 银牌（江蘇中天鋼鐵排球俱樂部）
- 2023-2024赛季中国女子排球超級联赛： - 铜牌（江蘇中天鋼鐵排球俱樂部）
- 2024-2025赛季中国女子排球超級联赛： - 金牌（江蘇中天鋼鐵排球俱樂部）

### 國家隊
- 2016年夏季奧林匹克運動會女子排球比賽： - 金牌
- 2016瑞士女排精英赛（英语：2016 Montreux Volley Masters）： - 金牌
- 2017瑞士女排精英赛（英语：2017 Montreux Volley Masters）： - 銅牌
- 2017年女排大冠軍盃： - 金牌
- 2018年女排國家聯賽： - 銅牌
- 2018年亞洲運動會排球比賽： - 金牌
- 2018年世界女排锦标赛:   - 銅牌
- 2019年女排世界杯： - 金牌
- 2023年世界女排聯賽： - 銀牌
- 2022年亞洲運動會排球比賽： - 金牌

## 個人生活
她生于一个体育之家，父亲龚兴华曾是江苏青年男子篮球队队员、母亲魏佳萍则贏得北京全运会女子重剑团体冠军。
北京體育大學老師曾經想讓媽媽勸龔翔宇改練跳高，她反應非常激動，竟然跑到廚房拿出菜刀，堅持要繼續打排球。